# Lebanon (Pennsilvània)
Lebanon és una població dels Estats Units a l'estat de Pennsilvània. Segons el cens del 2000 tenia 24.461 habitants.

## Demografia
Segons el cens del 2000, Lebanon tenia 24.461 habitants, 10.266 habitatges, i 6.056 famílies. La densitat de població era de 2.254 habitants/km².
Dels 10.266 habitatges en un 28,4% hi vivien nens de menys de 18 anys, en un 38,7% hi vivien parelles casades, en un 15% dones solteres, i en un 41% no eren unitats familiars. En el 35,4% dels habitatges hi vivien persones soles el 15,3% de les quals corresponia a persones de 65 anys o més que vivien soles. El nombre mitjà de persones vivint en cada habitatge era de 2,32 i el nombre mitjà de persones que vivien en cada família era de 3.
Per edats la població es repartia de la següent manera: un 25% tenia menys de 18 anys, un 8,4% entre 18 i 24, un 29,5% entre 25 i 44, un 20,5% de 45 a 60 i un 16,6% 65 anys o més.
L'edat mediana era de 36 anys. Per cada 100 dones de 18 o més anys hi havia 90,8 homes.
La renda mediana per habitatge era de 27.259 $ i la renda mediana per família de 34.045 $. Els homes tenien una renda mediana de 26.957 $ mentre que les dones 20.162 $. La renda per capita de la població era de 15.584 $. Entorn del 12,8% de les famílies i el 16,2% de la població estaven per davall del llindar de pobresa.

## Poblacions més properes
El següent diagrama mostra les poblacions més properes.